# Leandra micrantha
Leandra micrantha är en tvåhjärtbladig växtart som beskrevs av John Julius Wurdack. Leandra micrantha ingår i släktet Leandra och familjen Melastomataceae.
Artens utbredningsområde är Franska Guyana. Inga underarter finns listade i Catalogue of Life.